# إلين ماتسون (متسابقة بياثل)
إلين ماتسون (بالسويدية: Elin Mattsson) هي متسابقة بياثل سويدية، ولدت في 21 سبتمبر 1986 في تورسبي ‏ في السويد.

## وصلات خارجية
- إلين ماتسون على موقع IBU (الإنجليزية)